# Para que no me olvides
Para que no me olvides és una pel·lícula espanyola del 2005 dirigida per Patricia Ferreira. Fou rodada a Galícia.

## Argument
Irene, una dona treballadora, viu amb el seu fill, David, un estudiant d'Arquitectura de 22 anys, i amb el seu pare, Mateo, un ancià veterà de la guerra civil amb una història tràgica. David ha trobat a Clara, o Clara ho ha trobat a ell, en l'hipermercat pròxim on hi treballa de caixera, i entre ells ha sorgit no sols l'amor sinó també la comprensió, la complicitat. Fill únic d'un matrimoni separat, David no pot evitar l'hostilitat de la seva mare cap a una relació que ella creu que no li convé, que posa en perill el seu futur personal i professional. Irene es lliura a la seva tasca de direcció d'un grup teatral d'invidents, però a casa veu obrir-se una esquerda que no sap com superar. Un dia un fet inesperat els posarà decisivament a prova i hauran d'aprendre a viure de nou descobrint cadascun d'ells el que no sabia dels altres.

## Repartiment
- Fernando Fernán Gómez... Mateo
- Emma Vilarasau... Irene
- Marta Etura... Clara
- Roger Coma... David
- Víctor Mosqueira... Antonio
- Mónica García... Ana
- Marisa de Leza... Leonor
- Joaquín Hinojosa... Mauricio
- Ana Cuerdo... Eva / Nina
- Manuel Feijóo... Nacho
- Txema Blasco... Julián
- Gonzalo Uriarte... Ramiro
- Carlos Blanco... Professor
- Mercedes Castro... Carmen
- Laura Heredero... Dona hospital
- Celso Bugallo... Ancià
- Antonio Mourelos... Médico urgencias
- Celia Bermejo... Enfermera
- Miguel Zúñiga... Andrés
- Jorge de Benito... Rubén / Trepelev
- José Luis Agudo... Ciro / Sorin
- Santi Ruiz... Medvedenko
- Marta Aledo... Noia hiper
- Manuel Brun
- Israel Frías... Home hospital
- África Luca de Tena... Companya Nacho
- Omar Muñoz... Nen 2
- José María Noci... Fruiter
- Lidia Palazuelos... Arkadina

## Premis
Premis Goya
| Any              | Categoria                           | Persona        | Resultat |
| ---------------- | ----------------------------------- | -------------- | -------- |
| Premis Goya 2005 | Goya a la millor actriu             | Emma Vilarasau | Nominada |
| Premis Goya 2005 | Goya a la millor actriu secundària  | Marta Etura    | Nominada |
| Premis Goya 2005 | Goya a la millor direcció artística | Félix Murcia   | Nominat  |

50a edició dels Premis Sant Jordi de Cinematografia
- Premi a la millor actriu espanyola (Emma Vilarasau)[5]

XV Premis Turia Premi especial (Patricia Ferreira) i millor actriu (Emma Vilarasau)
Festival de Cinema d'Espanya de Tolosa de Llenguadoc
- Premi de l'audiència i nominada a la Violeta d'Or.[8][9]

## Comentaris
El guió és de la pròpia directora en col·laboració amb Virginia Yagüe, que ja van treballar juntes a En el mundo a cada rato. Es va rodar al llarg de vuit setmanes en Madrid i La Corunya a partir de febrer de 2004. Es va presentar al Festival Internacional de Cinema de Berlín, on Fernando Fernán Gómez va ser homenatjat.